# Gangstas Don't Live That Long
"Gangstas Don't Live That Long" é uma canção do rapper estadunidense Snoop Dogg, lançada na Mixtape That's My Work Vol. 3. Composta pelo próprio interprete, e produzida por Mr. Porter.

## Vídeo da musica
O videoclipe foi lançado no canal do rapper no Youtube em 11 de Março de 2014. O vídeo mostra o dia-a-dia de um gangsta. O vídeo ultrapassou a marca de mais de 6 milhões de visualizações no Youtube.